# یواس‌سی‌جی‌سی نراد (دبلیوال‌ام-۲۱۲)
یواس‌سی‌جی‌سی نراد (دبلیوال‌ام-۲۱۲) (به انگلیسی: USCGC Fir (WLM-212)) یک کشتی است که طول آن ۱۷۴ فوت ۸ ۱⁄۲ اینچ (۵۳٫۲۵۱ متر) می‌باشد.